# Quai Panhard-et-Levassor
Le quai Panhard-et-Levassor est un quai situé dans le 13e arrondissement de Paris (France), le long de la Seine.

## Situation et accès

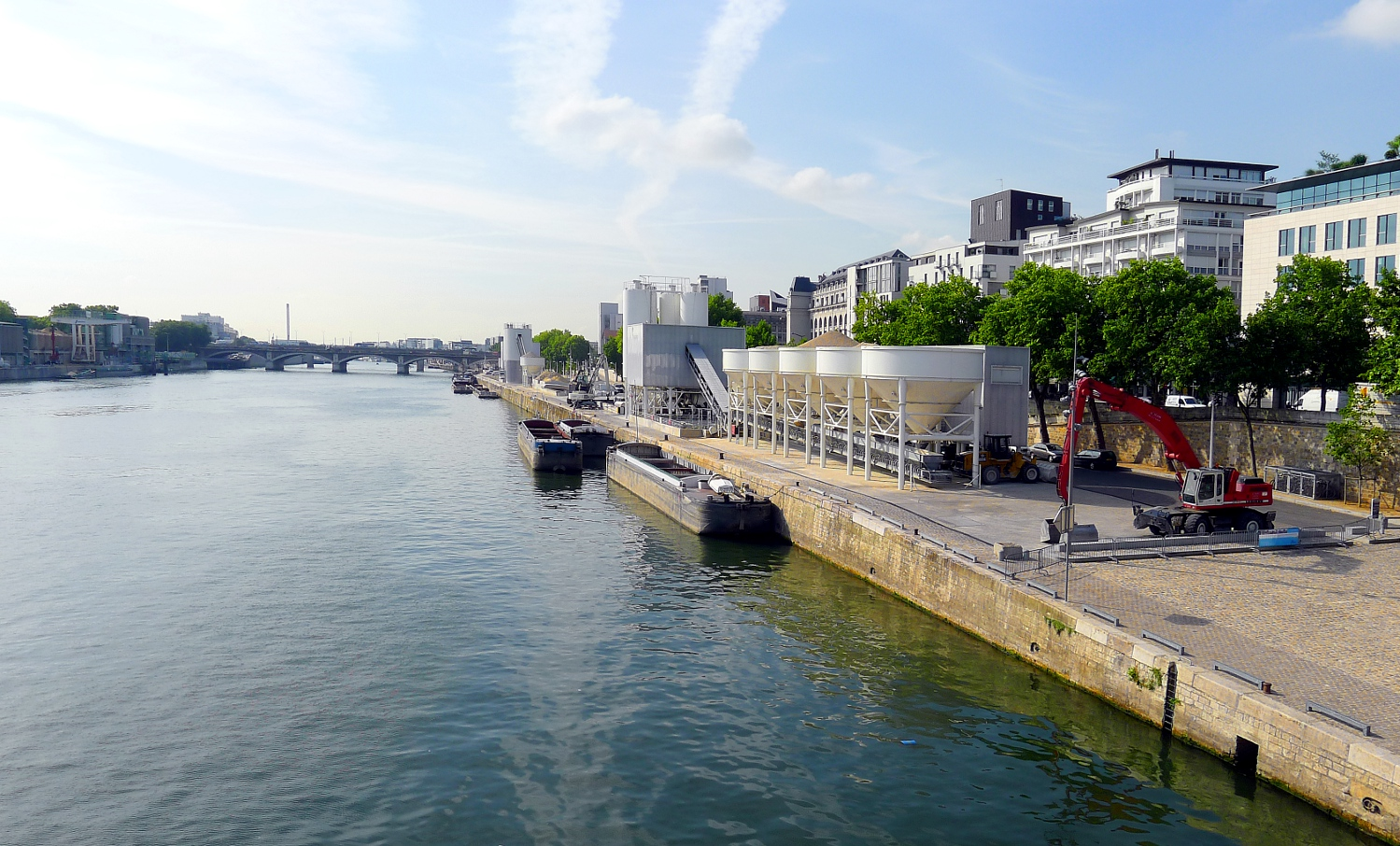
Port de Tolbiac, depuis la Seine.

Le quai Panhard-et-Levassor, situé dans le quartier de la Gare, débute pont National et boulevard Masséna et se termine pont de Tolbiac et rue de Tolbiac.
Il est accessible à proximité par la ligne 14 du métro à la station Bibliothèque François-Mitterrand, par la ligne 3a du tramway à l'arrêt Avenue de France et par la ligne C du RER à la gare de la Bibliothèque François-Mitterrand.

## Origine du nom
Il tire son nom de René Panhard (1841-1908) et Émile Levassor (1843-1897), ingénieurs et industriels français, fondateurs de la marque automobile Panhard & Levassor et constructeurs de la première automobile à essence.

## Historique
Ce quai qui existait à l'état de chemin, en 1670, devint plus tard une section de la route nationale no 19 puis de la route départementale no 22. Cette voie qui était précédemment une partie du « quai de la Gare », comprise entre le boulevard Masséna et la rue de Tolbiac prend son nom actuel en 1991.

## Sites remarquables et lieux de mémoire
- Nos 3 à 13 : l'École nationale supérieure d'architecture de Paris-Val de Seine (ENSA Paris-Val de Seine) occupe ici d'une part l'ancienne usine de la Société urbaine d'air comprimé (1891, Joseph Leclaire ingénieur et Guy Lebris architecte) inscrite, pour sa halle et sa cheminée au titre des monuments historiques depuis le 29 juin 1994[1] et réhabilitée dans le cadre de l'opération d'aménagement Paris Rive Gauche, d'autre part un nouveau bâtiment de sept étages (2007, Frédéric Borel architecte maître d'œuvre).
- No 25 : The Walt Disney Company France, la filiale française de The Walt Disney Company d'origine qui regroupe certaines de ses activités occupe tout l'immeuble de ce numéro.
- No 43 (anciennement no 43 quai de la Gare) : emplacement des anciens Entrepôts des magasins généraux de Paris (EMGP), qui furent réquisitionnés sous le régime de Vichy et l'Occupation allemande et officiellement rebaptisés « Préfecture de la Seine, magasin central ». Communément appelés « magasin central d'Austerlitz », dits aussi « galerie d'Austerlitz » puis, à partir de 1943 « camp d'Austerlitz » et « annexe du camp de Drancy », les lieux servirent à la Dienststelle Westen de l’Einsatzstab Reichsleiter Rosenberg (ERR) d'entrepôt principal pour les objets d'ameublement saisis dans le cadre de l’Aktion M (Aktion Möbel, en français « opération » ou « action meubles ») dans les appartements abandonnés de Juifs déportés, expatriés ou entrés en clandestinité (voir : Spoliation d'œuvres d'art par le régime nazi)[Note 1],[2].
Pour le tri, l'emballage et la manutention des objets destinés à être acheminés et redistribués en Allemagne aux victimes des bombardements, 194 Juifs internés par les forces d'occupation au camp de Drancy, mais temporairement exclus de déportation (Juifs dits « conjoints d'aryens », « demi » ou « quart » de juif) y furent transférés dès le 1er novembre 1943. Ultérieurement, environ 400 détenus furent mis à la besogne dans ce camp d'internement et de travail forcé. Après l'évacuation de ces derniers vers Drancy, organisée le 12 août 1944 à l'approche des Forces armées des États-Unis, les bâtiments, bombardés le 23 août 1944, furent reconstruits à l'identique puis finalement démolis. Le dernier vestige disparut en 1997 avec les deux plaques commémoratives qui y avaient été apposées dans les années 1950 pour rappeler l'existence de ce camp et honorer la mémoire des internés. Trois nouvelles plaques les remplacent, dont deux sont fixées sur des lampadaires et une apposée sur l'immeuble contemporain portant les nos 41 et 43[2].

Nota bene : contrairement à une idée reçue largement diffusée, le camp d'Austerlitz ne se trouvait pas à l'emplacement du site de Tolbiac de la Bibliothèque nationale de France. Ce dernier est implanté quai François-Mauriac, dans le prolongement du quai Panhard-et-Levassor, à une distance de plusieurs centaines de mètres.

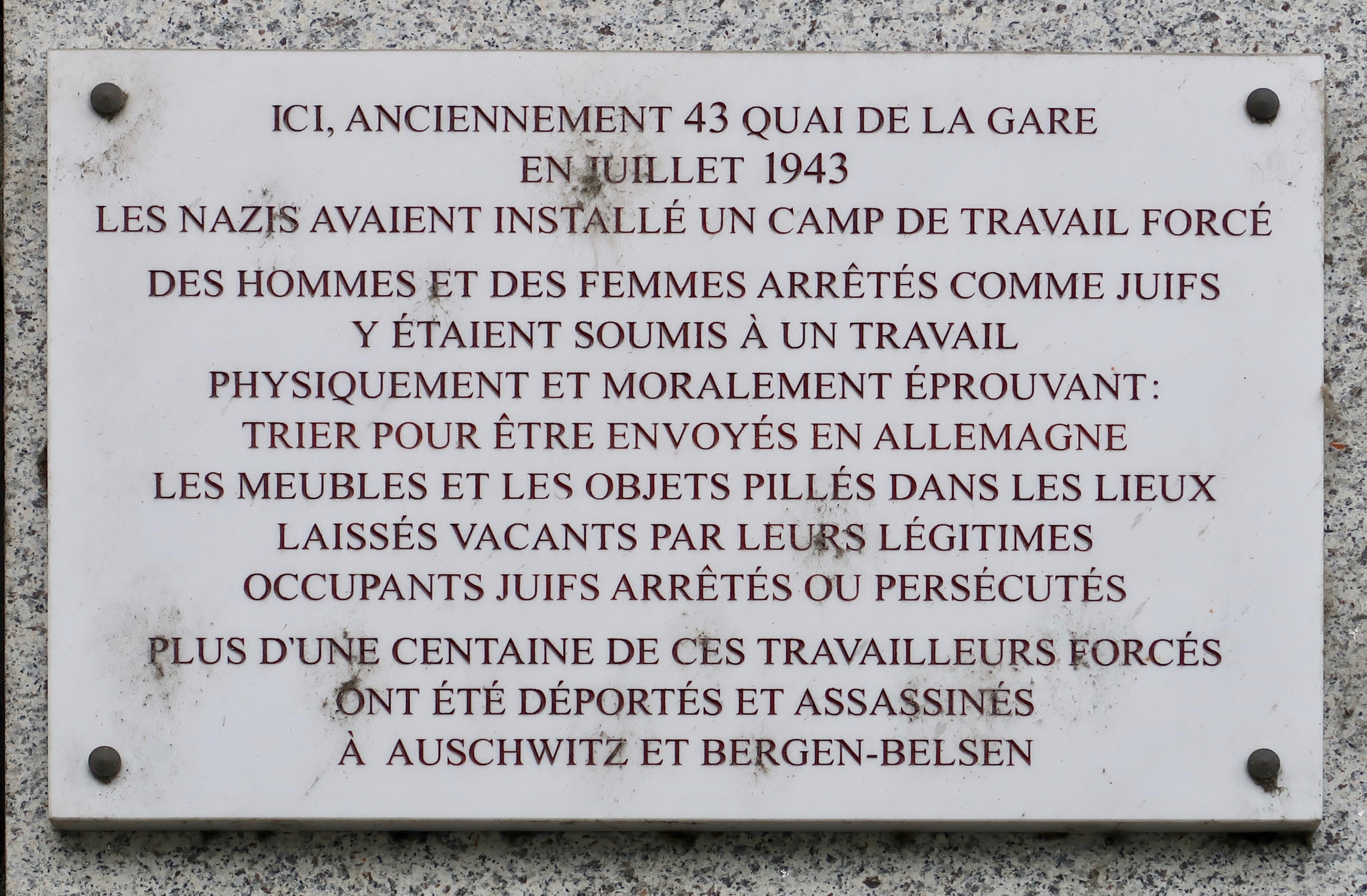
Plaque au no 43.
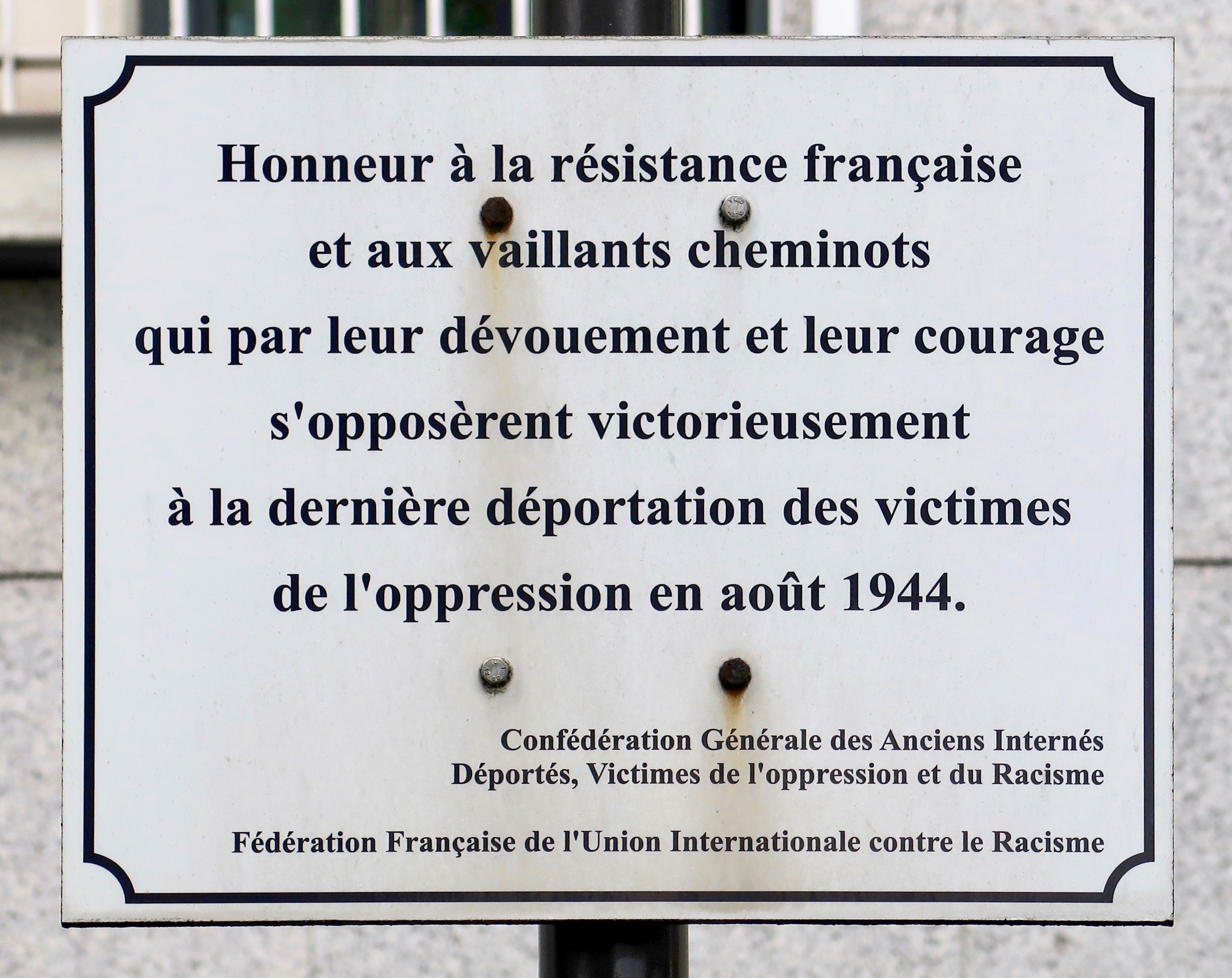
Idem.

- No 59 : le site Grands Moulins, abritant entre autres une bibliothèque et la cafétéria CROUS, et le site Halle aux farines qui lui fait face (entrée principale sur l'Esplanade Pierre-Vidal-Naquet), appartiennent au campus de l'Université Paris VII-Denis-Diderot.

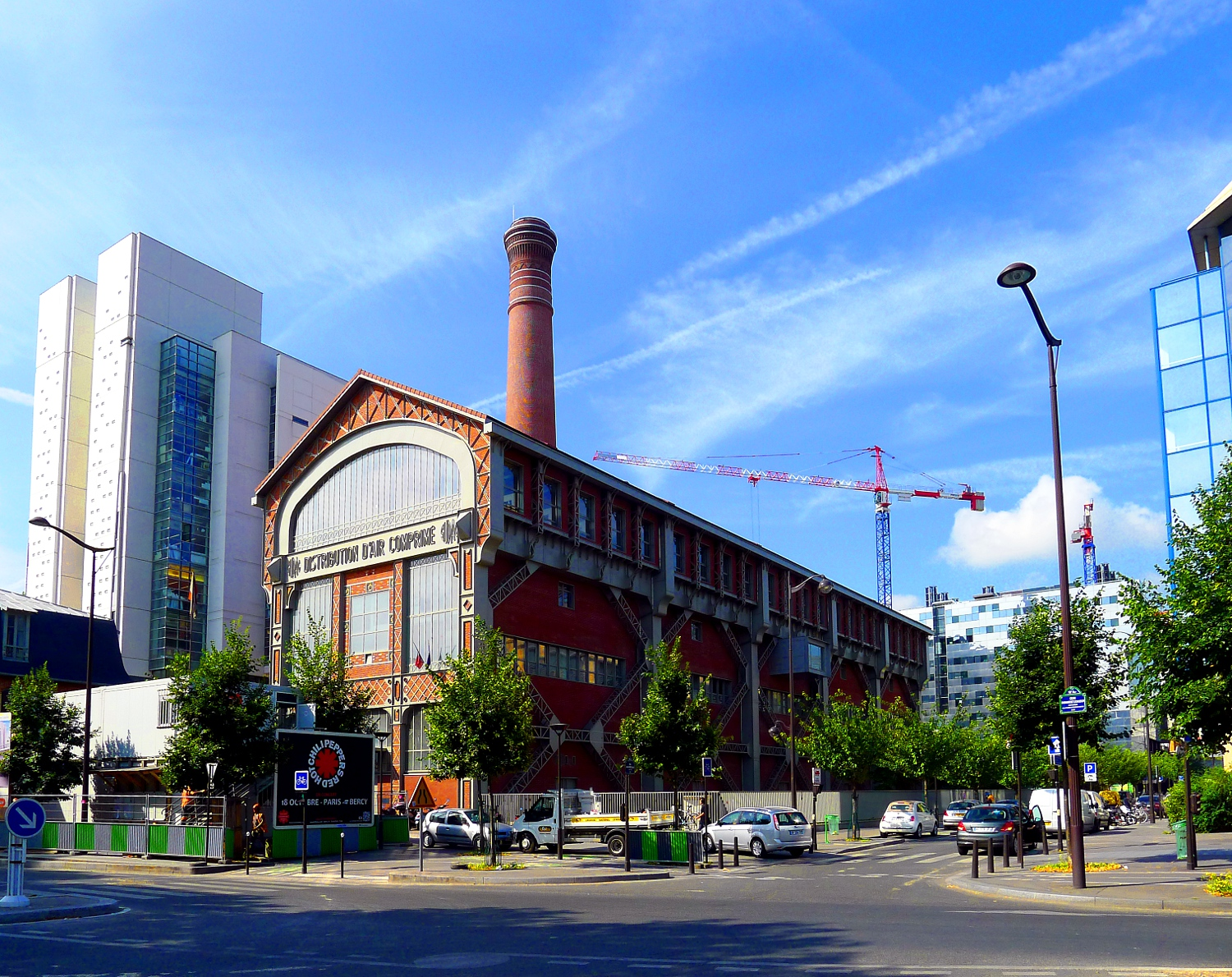
Ancienne usine de la Société urbaine d'air comprimé. Ce monument fait l’objet d’une inscription au titre des monuments historiques.
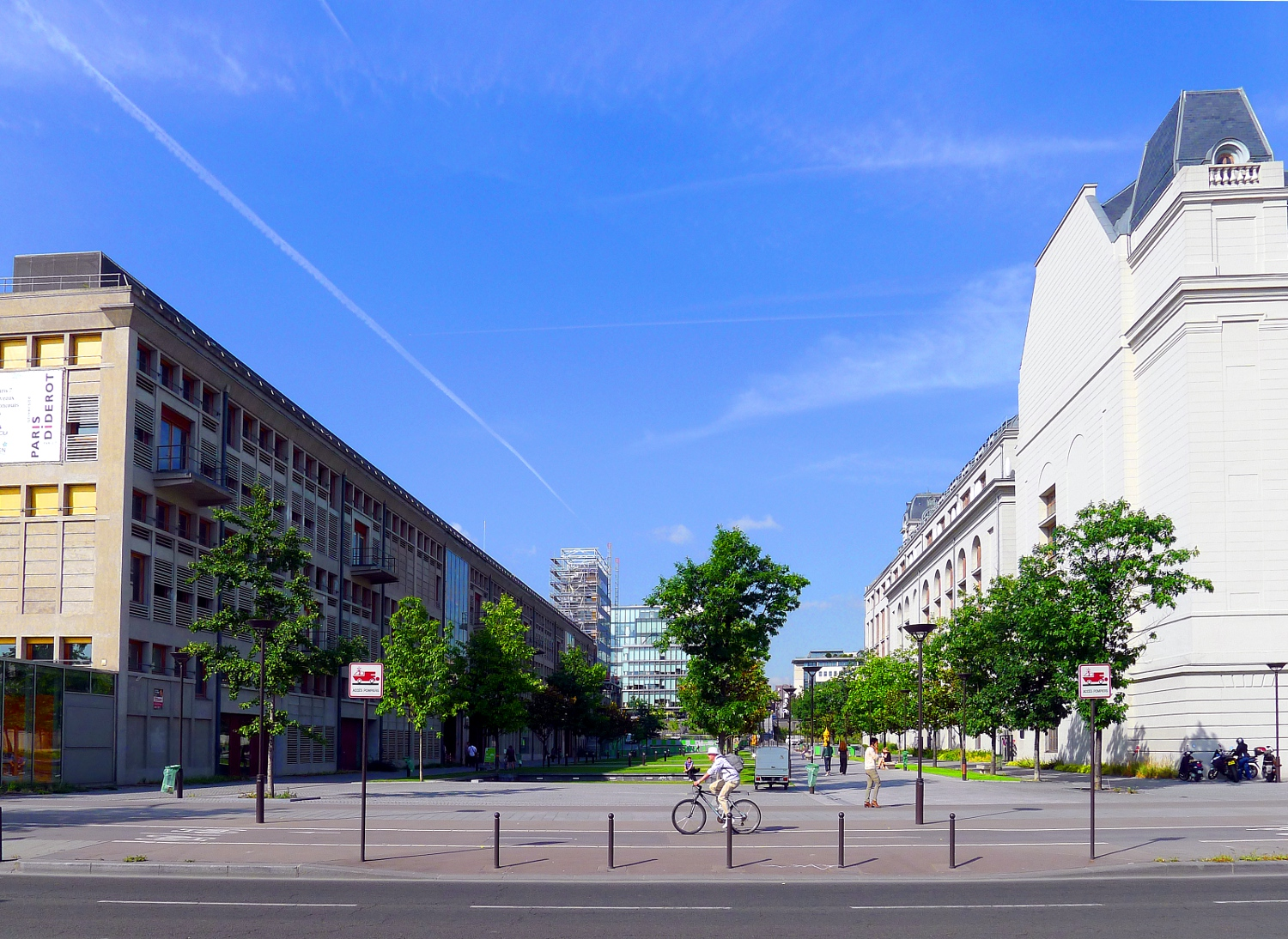
Esplanade Pierre-Vidal-Naquet entre les bâtiments de Paris VII-Diderot, la Halle aux farines à gauche et les Grands Moulins de Paris à droite.

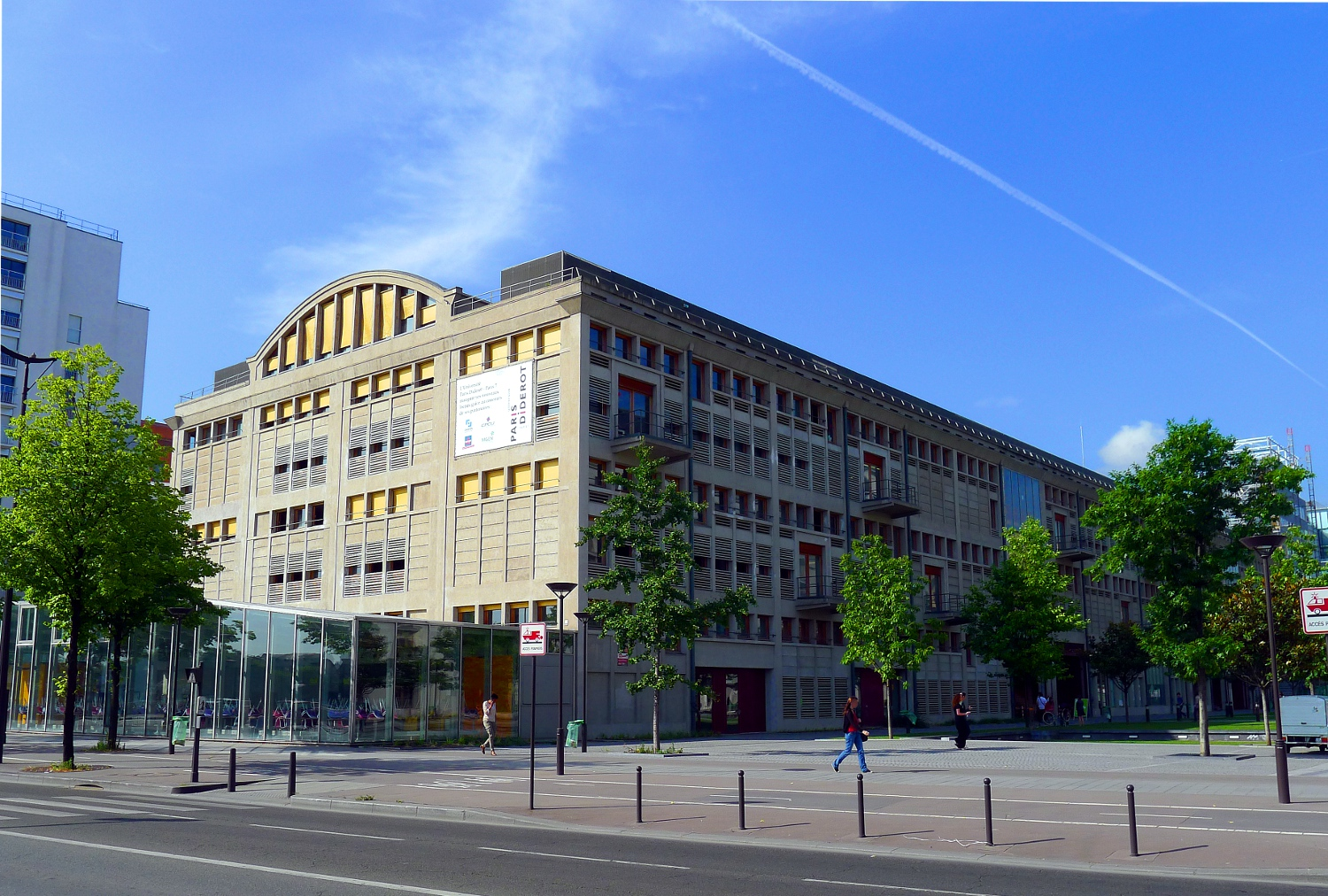
La Halle aux farines vue du quai.
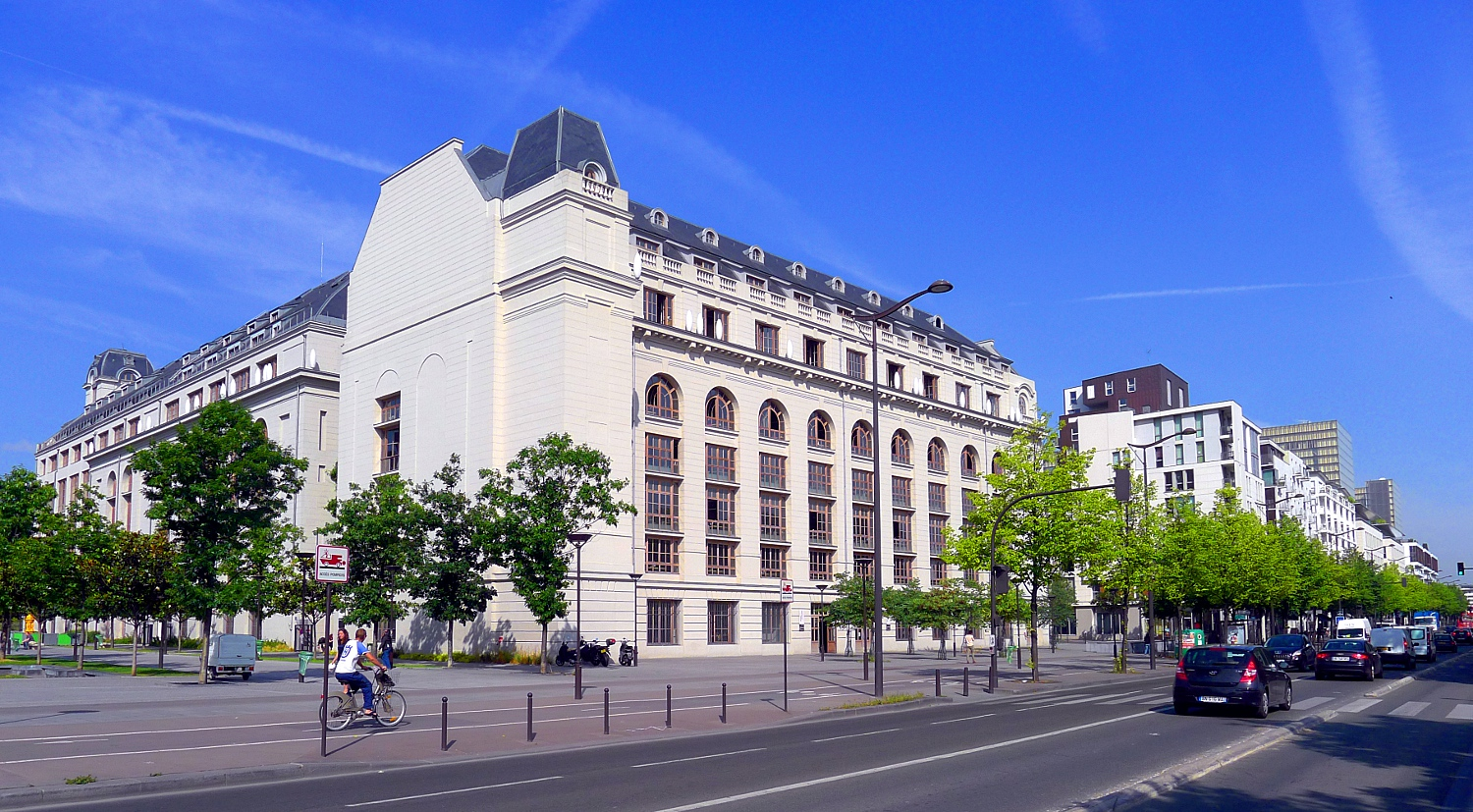
Paris VII-Diderot, ancien bâtiment des Grands Moulins de Paris vu du quai Panhard-et-Levassor.